# Route départementale 17 (Haute-Vienne)
Pour les articles homonymes, voir Route départementale 17.
La route départementale RD 17 abrégée en D17 est une route départementale de la Haute-Vienne, qui relie Coussac-Bonneval à Cognac-la-Forêt.

## Communes traversées
Coussac-Bonneval • La Roche-l'Abeille • La Meyze • Nexon • Meilhac •Burgnac •Saint-Martin-le-Vieux • Sereilhac • Cognac-la-Forêt •